# 末吉インターチェンジ
末吉インターチェンジ（すえよしインターチェンジ）は、鹿児島県曽於市末吉町南之郷にある都城志布志道路（末吉松山有明道路）のインターチェンジである。

## 接続する道路
- 鹿児島県道・宮崎県道109号飯野松山都城線
- 鹿児島県道71号垂水南之郷線

## 歴史
- 2005年（平成17年）2月18日 : 末吉IC - 松山IC間開通に伴い供用開始。
- 2021年（令和3年）3月28日 : 金御岳IC - 末吉IC間開通[1][2]。

## 周辺
- 住吉神社
- メセナ住吉交流センター
- 曽於市役所
- 道の駅おおすみ弥五郎伝説の里
- 県境（鹿児島県・宮崎県）

## 隣
都城志布志道路（末吉松山有明道路）
金御岳IC - 末吉IC - 松山IC